# カルロ・フェチア・ディ・コッサート (潜水艦)
カルロ・フェチア・ディ・コッサート（イタリア語：Carlo Fecia di Cossato, S 519）は、イタリア海軍のサウロ級潜水艦2番艦でサウロ級第1シリーズに分類される。艦名は第二次世界大戦期に活躍した潜水艦艦長カルロ・フェチア・ディ・コッサート海軍中佐に由来する。

## 艦歴
「カルロ・フェチア・ディ・コッサート」は、イタルカンティエリモンファルコーネ造船所で建造され1975年11月15日に起工、1977年11月16日に進水、1979年11月5日に就役する。
1990年代前半期に近代化改修工事を受け、電池、補機の一部更新と、居住区の改良が行なわれた。
2005年4月1日に退役する。
2009年9月18日、「S 518 ナザリオ・サウロ」と同様にジェノヴァに移送され、ガラータ海の博物館（it:Galata - Museo del mare）の岸壁に係留される。